# Dawid Tal
Dawid Tal (ur. 26 stycznia 1950 w Rechowot, zm. 2 lipca 2016) – izraelski polityk, poseł do Knesetu z list partii Szas, a następnie Kadima.

## Życiorys
Z wykształcenia był mechanikiem. Służbę wojskową ukończył w stopniu sierżanta. Był członkiem rady miejskiej miasta Riszon le-Cijjon i członkiem zarządu Rishon Letzion Economic Company.
Po raz pierwszy wszedł do czternastego Knesetu (w 1996), jako członek religijnego ugrupowania Szas. W tej i następnej kadencji parlamentu pełnił funkcję zastępcy przewodniczącego izby. Pod koniec kadencji szesnastego Knesetu wstąpił w szeregi nowo utworzonego ugrupowania ówczesnego premiera Ariela Szarona – Kadimy.
W wyniku wyborów w 2009 nie dostał się do Knesetu.
Był żonaty, miał szóstkę dzieci.